# Macintosh II
A Macintosh II asztali számítógépet az Apple gyártotta és forgalmazta 1987. március 2. és 1990 január 15. között 34 hónapon keresztül. A Macintosh II a Macintosh II számítógép-családba tartozott. és 1990 januárja között 34 hónapon keresztül.

## Története
Ez a gép volt az első jól bővíthető Macintosh. Az új 68020-as processzorra épült számítógép volt az első 32-bites Macintosh, bár nem minden részletében volt 32-bites. A Macintosh II 6 Nubus bővítőhelyet tartalmazott, ezekbe különböző Apple-től és harmadik féltől származó bővítőkártyát tehetett behelyezni. A Macintosh II volt az első Mac, amely színes megjelenítési képességekkel – kár 16,7 millió szín – rendelkezett, egy grafikus kártyát kellett beilleszteni az egyik NuBus bővítőhelyre. Az alapgép 3898 dollár dollárba került,  1MB RAM-os, egy 800KB-os hajlékonylemez-meghajtós és 40MB-os belső SCSI merevlemezes gépért 5498 dollárt kellett fizetni. A DayStar Digital 1989-ben bemutatta az Accelerator II és Accelerator IIx gyorsítókártyáit az Macintosh II és Macintosh IIx számítógépekhez. A 16 MHz-es órajelet 25 vagy 50 MHz-re gyorsította  32 kB L1 gyorsítótárral, 15 ns statikus RAM-mal. Ez tovább erősíthető volt a 40 MHz-es Motorola 68882 matematikai társprocesszorral. Az ára 2995 dollár és 6995 dollár között mozgott.
A Macintosh II-ön futott a Microsoft Excel 1.04. és az A/UX Unix-alapú operációs rendszer is, ez utóbbi fejlesztője az Apple volt. A Unix- és POSIX-kompatibilis operációs rendszer lehetővé tette az Apple számára, hogy pályázzon az Egyesült Államok szövetségi kormányzatánál számítógépek szállítására.

## Technikai leírás

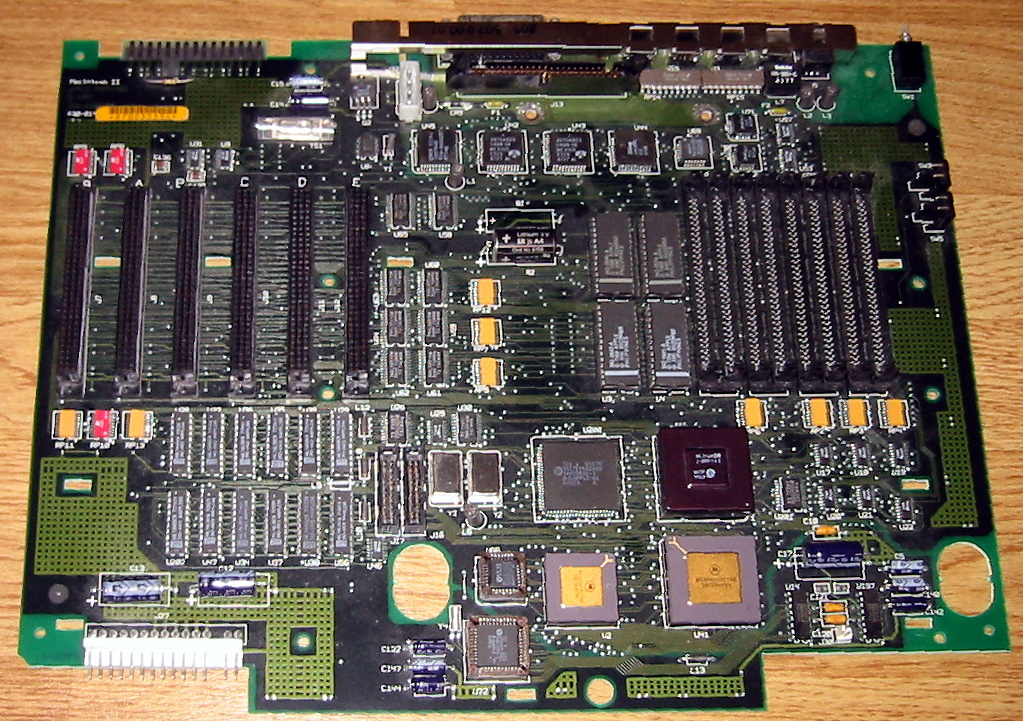
Macintosh II alaplap. Motorola 68020 CPU és 68881 FPU alul. A jobb oldalon nyolc SIMM foglalat, a bal oldalon pedig hat Nubus bővítőhely

A bézs színű gép súlya 10,9 kg, magassága 140 mm, szélessége 475 mm és mélysége 366 mm volt. A II számítógépet egymagos 16 MHz-es Motorola 68020 processzor vezérelte (L1 cache: 0,25kB), a rendszerbusz 16 MHz-en működött. A teljesítményt Motorola 68881 FPU co-processzor növelte. Külső adattárolási lehetőséget a 800kB-os hajlékonylemez meghajtó (floppy-drive) kínált. A gépet System 3.0 operációs rendszerrel szállította az Apple. A gépet beépített memória nélkül gyártották, maximálisan 20MB (120ns) kezelésére volt képes a gyári specifikáció szerint, a bővítéshez 8 hely (slot) állt rendelkezésre. A számítógépnek nem volt saját kijelzője. A II gépet a 256kB-os memóriával szerelt Macintosh II Video Card videókártyával szállították, a kártyán egy DB–15 csatlakozóval. Csatlakozók: két ADB, két soros port, egy DB-25 SCSI-hoz, kijelzőhöz kártyán egy DB–15, egy 3,5 mm-es jack audió kimenet. A gép bővíthetőségét szolgálta hat NuBus bővítőhely. Külső SCSI merevlemez csatlakoztatására is volt lehetőség.

## A számítógép adatai
A táblázat nem tartalmazza az összes műszaki paramétert. Az egyes modelleknél a bemutatáskor érvényes adatokat soroljuk fel, a későbbi frissítéseket nem. Az eszköz technikai paraméterei a MacTracker alkalmazásból származnak.
| Gép nevebemutatva kivezetve     | Méretmagasság szélesség mélység súlySzín | Processzorprocesszor órajel, mag L1 és L2 cache társprocesszor | Háttértármerevlemezkülső adathordozó | Eredeti operációs rendszer | Memóriaalap max. @sebességhely    | Kijelzőmérete felbontása | Grafikakártyamemória kimenet                 | CsatlakozókEthernet, ADB, soros, SCSI, párhuzamos, FDD, kijelző, hang be/ki, belső mikrofon, hangszóró          | Bővíthetőségkártyahelybelső öbölkülső csatlakozó |
| ------------------------------- | ---------------------------------------- | -------------------------------------------------------------- | ------------------------------------ | -------------------------- | --------------------------------- | ------------------------ | -------------------------------------------- | --- | ------------------------------------------------ |
| II1987. márc. 2. 1990. jan. 15. | 140 mm 475 mm 366 mm 10,9 kg bézs        | Motorola 68020 @16 MHz és 1 mag L1 0,25kB, Motorola 68881 FPU  | 800k floppy                          | System 3.0                 | nincs alap max: 20MB @120ns8 hely | nincs kijelző            | Macintosh II Video Card256kB kártyán 1 DB–15 | * 2 ADB * 2 soros * 1 D–25 (SCSI) * kártyán 1 DB–15 (külső monitor) * 1 3,5 jack audio ki * beépített hangszóró | * 6 NuBus* SCSI (külső)                          |

## Macintosh II számítógépek az időben
| A Macintosh II számítógépek idővonalon |
| --- |
| A színek kezdete a bemutató időpontja, a forgalmazás több esetben is hónapokkal később kezdődött. Megeshet, hogy egy csík végét kitakarja egy másik csík eleje. Előfordul, hogy a gyártás befejezését követően még egy ideig forgalomban marad a gép adott verziója. |